# Saison 1972-1973 de la Juventus FC
Maillots
Chronologie
Saison précédente Saison suivante
La saison 1972-1973 de la Juventus Football Club est la soixante-dixième de l'histoire du club, créé soixante-seize ans plus tôt en 1897.
Le club de Turin prend ici part au cours de cette saison à la 71e édition du championnat d'Italie (42e de Serie A), à la 25e édition de la Coupe d'Italie (en italien Coppa Italia), ainsi qu'à la 18e édition de la Coupe des clubs champions européens.

## Historique
De nouveau au sommet du football italien avec son scudetto, le travail en amont du nouveau président Giampiero Boniperti et de l'entraîneur du club Čestmír Vycpálek portent enfin leurs fruits à la Juventus FC, entrant à partir de cette année 1972 dans un nouveau cycle victorieux plus tard appelé le « Ciclo Leggendario ».
Pour son mercato d'été, la Vieille Dame décide de mettre l'accent sur l'acquisition d'un gardien de classe mondiale, et réussit un grand coup en s'offrant les services de l'international italien Dino Zoff (il sera plus tard considéré comme étant l'un des plus grands gardiens de but de tous les temps).

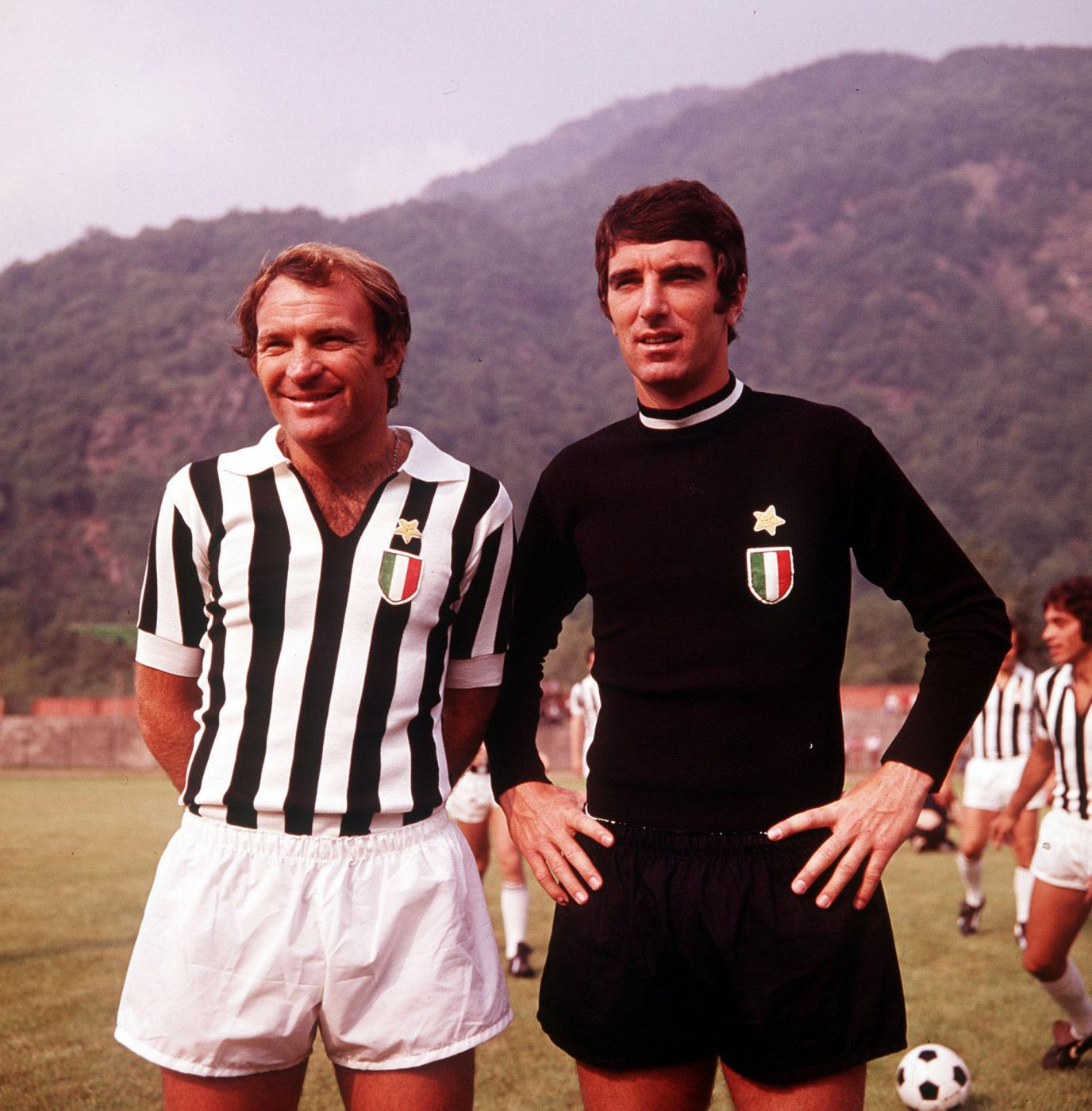
Les nouveaux achats de la saison : l'attaquant Altafini (gauche), et le gardien — en plus de futur légend juventina et du football mondial — Zoff (droit).

En défense, Giuseppe Zaniboni fait son retour au club, un nouveau milieu de terrain est sorti en fin de saison du vivier bianconero, Alberto Marchetti, et deux attaquants sont enfin achetés, Tiziano Ascagni, et surtout l'oriundo champion du monde en 1958 avec le Brésil José Altafini, ex-gloire du Milan.
Cette saison, l'hymne du club (créé par Corrado Corradini en 1915), chanté par les joueurs à domicile depuis 1963, est remplacé par un nouvel hymne intitulé Juve, Juve (composé par les musiciens Lubiak et Renzo Cochis et sorti en 45 tours par la maison de disques Durium).
En cette année 1972 sort également un livre relatant l'histoire du club intitulé Juventus primo amore. Storia sportiva e romantica della Juventus, écrit par le journaliste sportif Sandro Ciotti, aidé de Enrico Ameri et Bruno Mobrici.
Désormais bien armée pour tout remporter, la Juventus démarre sa nouvelle saison avec la Coppa Italia à la fin du mois d'août.
Pour son retour à la compétition, elle marque d'entrée les esprits en s'imposant largement sur le score facile de 3 buts à zéro contre Foggia le 27 août (avec des buts de Furino, Capello et Causio sur penalty), avant que ce même Causio inscrive à nouveau le penalty de la victoire 1-0 sur Novare trois jours plus tard. Il s'ensuivit enfin deux matchs nuls qui firent conforter la première place de la Juve au classement de son groupe avec 6 points, se qualifiant donc pour la phase finale.
Au second tour du mois de mai, les zèbres réalisent une mauvaise entrée avec trois nuls consécutifs avant de se frotter lors de la 4e journée à la Reggiana qu'ils finissent par battre chez elle par 2 buts à 1 grâce à un doublé d'Anastasi. Quatre jours plus tard, le 24 juin, l'équipe du Piémont parvient à se défaire de Bologne sur un score de 4 à 3 (doublé de Haller et buts de Capello et Savoldi), avant d'écraser l'Inter 4-2 pour son dernier match (buts de Causio, Longobucco et Anastasi sur doublé). Avec un total de 9 points, la Vecchia Signora termine à nouveau première du groupe et se qualifie pour la 6e fois de son histoire pour une finale de coupe, qu'elle a jusque-là toujours remporté en arrivant en finale. Au Stadio Olimpico de Rome, elle se retrouve le dimanche 1er juillet face à face avec le Milan, ce dernier ayant à cœur de prendre sa revanche sur le championnat perdu de peu. Après un score de un but partout à l'issue du temps réglementaire (but bianconero de Bettega), le vainqueur doit se dessiner après une séance de tirs au but, qui voit finalement les Turinois perdre à ce jeu par 5 buts à 2, perdant donc leur première finale de coupe.

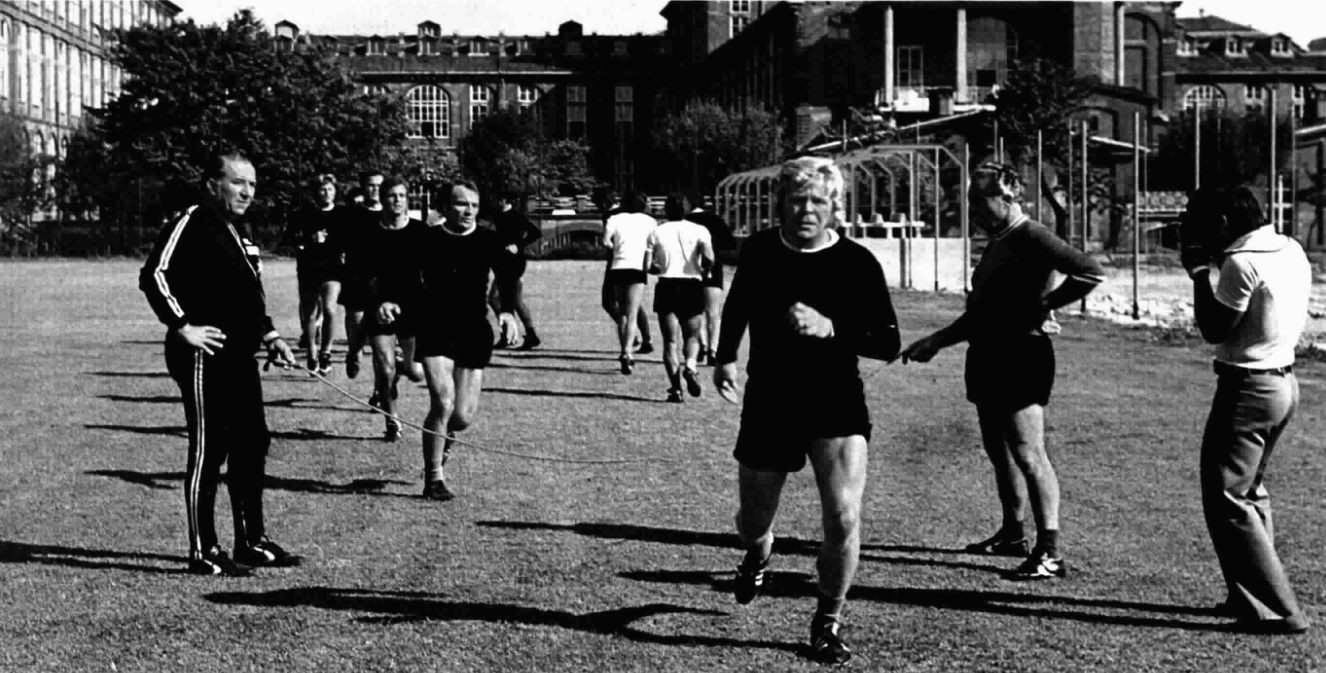
Les bianconeri dans la formation au Campo Combi à l'été de 1972 : au premier plan l'entraîneur Vycpálek (gauche), Altafini (entre) et Haller (droit).

La Juventus a cette saison surtout tout à prouver en coupe des clubs champions, qu'elle n'a plus disputée depuis la saison 1967-68.
Le mercredi 13 septembre 1972, l'effectif du Piémont joue sa première rencontre européenne de l'année contre l'Olympique de Marseille, mais se fait surprendre en France un but à rien. Après cette première désillusion, l'équipe juventina réagit au retour en s'imposant sur le score de 3 buts à 0 contre les marseillais (avec un doublé de Bettega et un but de Haller). Presque un mois plus tard, la Madama s'impose tout d'abord sur le plus petit des scores à domicile contre les est-allemands du 1. FC Magdebourg (grâce à une réalisation d'Anastasi), avant de les battre à nouveau sur le même score au retour (avec un but de Cuccureddu). En quarts-de-finale, la Juve se voit être opposée aux hongrois du Újpesti Dózsa qu'ils éliminent difficilement grâce à leurs deux buts à l'extérieur d'Altafini et Anastasi (0-0 puis 2-2 à Budapest). Une fois en demi-finale, c'est au tour des anglais de Derby County de subir la loi bianconera, avec un succès 3-1 à Turin (sur un doublé d'Altafini et un but de Causio) suivit d'un match sans buts au retour le 25 avril.
Sans démériter, la Juventus se qualifie donc pour la première fois de son histoire pour la finale de la C1, et se retrouve confrontée à peut être l'une des plus formidable et talentueuse équipe de l'histoire du football mondial, l'Ajax Amsterdam des années 1970 et son « football total », comptant dans ses rangs quelques-uns des plus grands joueurs de leur génération comme Krol, Neeskens, Rep mais encore et surtout Cruijff, un des plus grands joueurs européens de tous les temps. À 90 minutes d'un premier grand sacre continentale, les juventini se font surprendre à froid dès la 4e minute avec un but de Rep, le score en restant là jusqu'à la fin du match, bloqués par dans leur milieu de terrain par le rouleau compresseur ajacide.

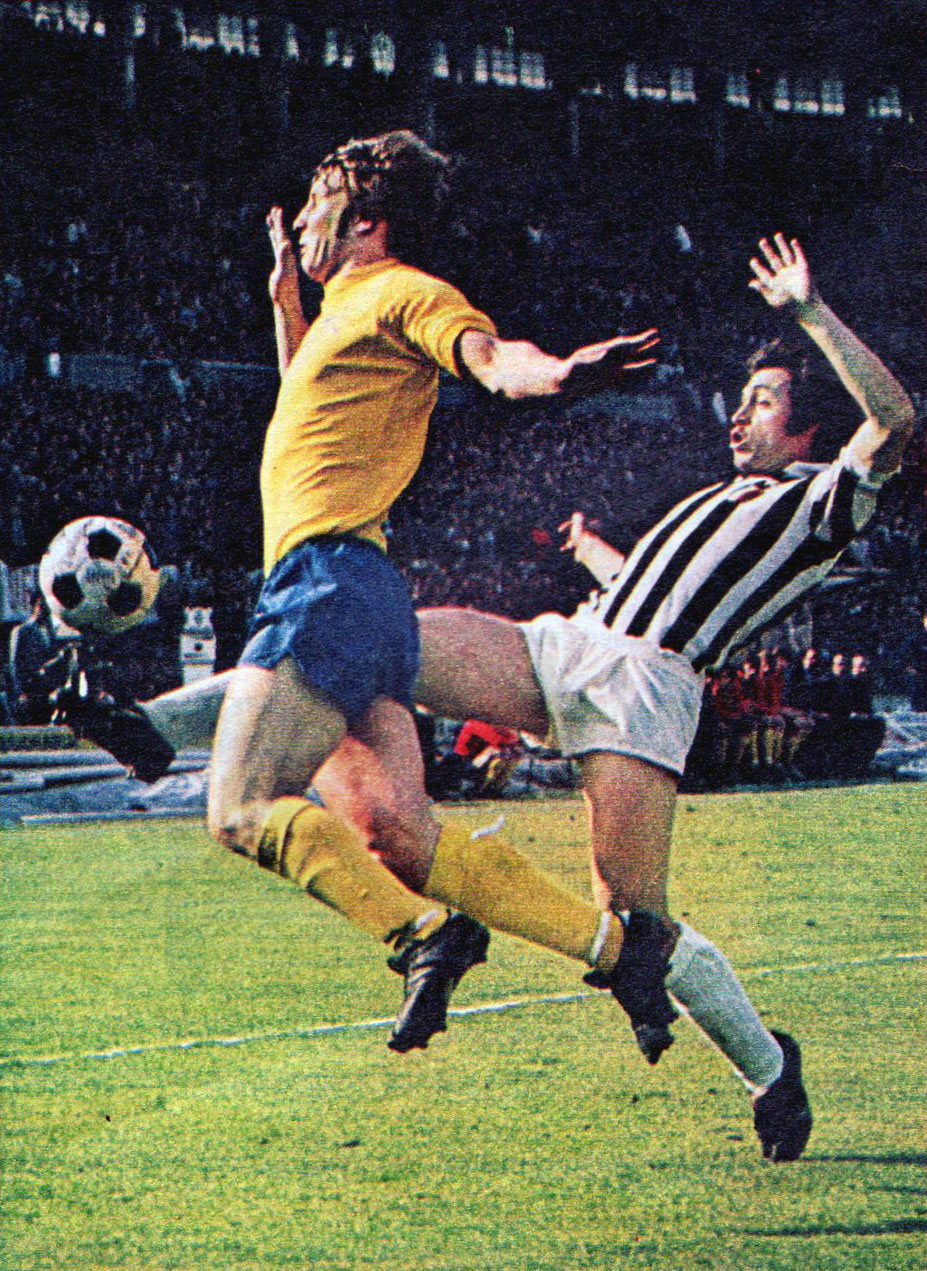
L'ailier Causio intervient sur Todd du Derby County lors de la ronde demi-finale victorieuse (3-1) de la Coupe des clubs champions joué au stade communal de Turin le 11 avril 1973.

La Juve n'a pourtant pas à rougir de cette défaite, désormais crainte et se révélant enfin aux yeux de l'Europe sur la scène continentale.
Championne d'Italie en titre, la Vieille Dame compte bien sur ses talents défensifs pour garder cette année son titre.
C'est donc le dimanche 24 septembre qu'elle dispute sa première rencontre de championnat, avec à la clé une victoire à l'extérieur 2 buts à 0 contre Bologne (buts de Causio et Anastasi). Avec ensuite trois nuls de suite, la Madama rencontre son premier revers au cours de la 5e journée lors du traditionnel derby della Mole contre le Torino, deux buts à un (réalisation juventina d'Anastasi), puis engrange ensuite une nouvelle série de deux nuls. Ayant mal débutée son début de saison, l'équipe de Turin se rattrape enfin avec une série de cinq victoires d'affilée entre la 8e et la 12e journée, terminant ensuite la phase aller invaincue. Elle continue ensuite en ne perdant aucun matchs (avec notamment 903 minutes durant lesquelles les buts du portier Dino Zoff restent inviolés (du 3 décembre 1972 (Juventus 2-1 Fiorentina ; 9e journée) au 18 février 1973 (Milan 2-2 Juventus ; 19e journée), record du club en Serie A), jusqu'à une nouvelle défaite 2 buts à zéro contre le Toro le 20 mars, déclencheur d'un léger ralentissement offensif durant quelques matchs. Lors de la 25e journée, la machine bianconera se relance à la suite d'un succès 4-1 au Stadio Comunale sur Palerme (avec des buts de Bettega, Landini contre son camp, Causio et de Haller). Lancée dans la course au titre, chaque point compte désormais dans cette fin de championnat tenant en haleine toute l'Italie. En concurrence jusqu'à la dernière journée avec le Milan et la Lazio qui se tiennent tous à plus ou moins un point d'écart, la Juve se lance dans un véritable sprint avec quatre victoires en autant de journées entre le 21 avril et le 13 mai. L'ultime journée est donc décisive pour le titre qui se joue lors d'un duel à distance entre les trois protagonistes (mais surtout avec les milanais disposant d'un point d'avance sur les juventini). Les rossoneri, fatigués de leurs matchs européens, perdent finalement 5-3 contre l'Hellas Vérone, tandis que la Juventus se déplace chez la Roma. Menée 1-0 à la mi-temps, elle revient au score grâce à Altafini avant que dans les dernières minutes du match, Cuccureddu ne donne la victoire à la Juve, leur donnant par la même occasion le scudetto.

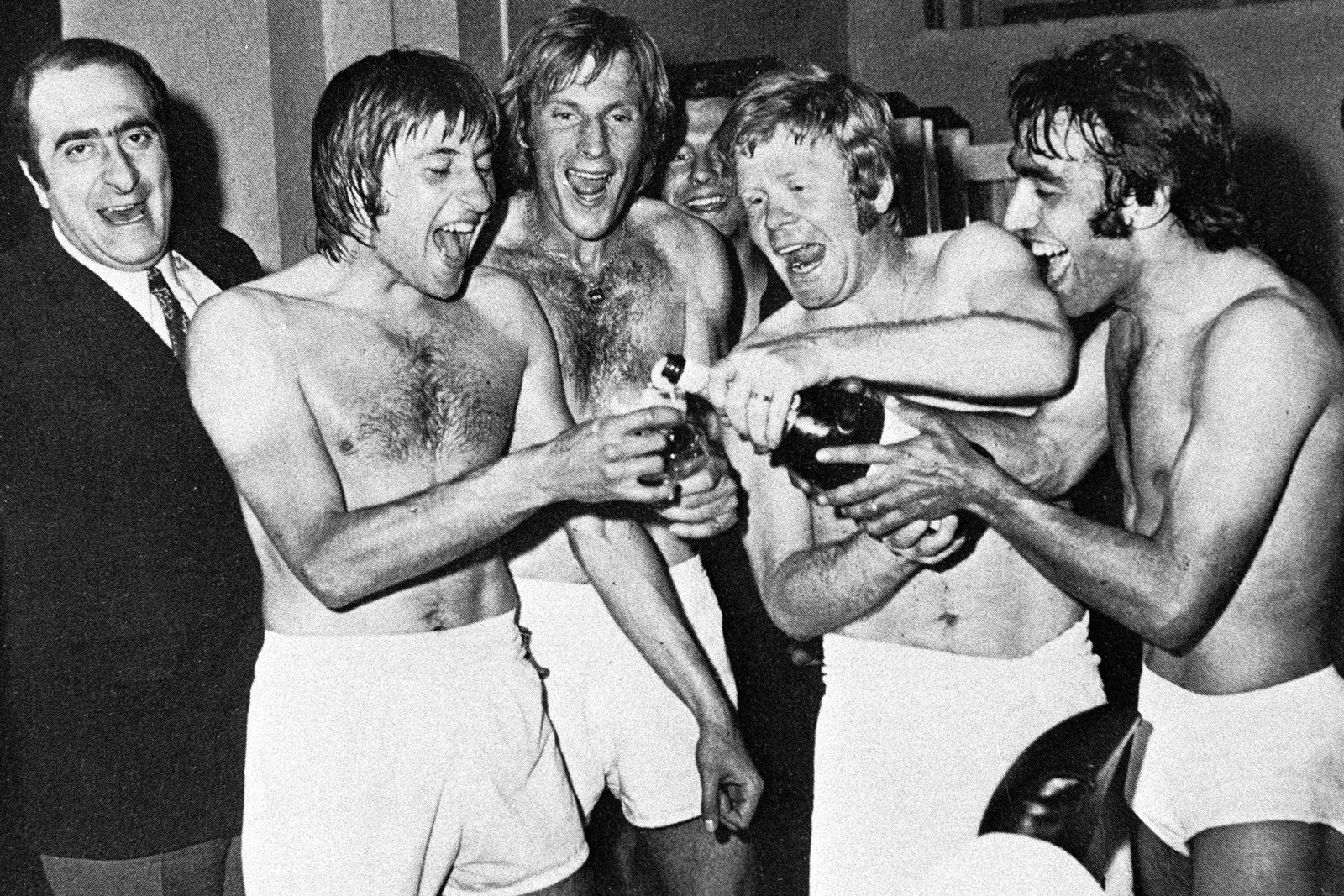
Une partie de les juventini — Dr La Neve, Marchetti, Morini, Haller et Anastasi — célèbre le 20 mai 1973 dans les vestiaires du stade olympique de Rome à la fin du match contre giallorossi, gagné seulement trois minutes après la fin (2-1), et a donné au Turinois leur 15e scudetto.

Avec finalement 45 points (un de plus que le Milan) pour 18 succès, 9 nuls et 3 revers, la Juventus FC termine de la plus belle des façons ce championnat à rebondissement, en conservant son titre de champion, ce qui n'était plus arrivée depuis la saison 1960-61.
Cette saison, le titre de capocannoniere du club toutes compétitions confondues revient à deux joueurs, Pietro Anastasi et Franco Causio avec 13 buts chacun (première fois que la distinction est partagée depuis la saison 1958-59).
L'équipe piémontaise s'est cette saison offerte un nouveau titre (et à deux doigts d'en obtenir trois), réalisant donc sans doute jusque-là une des plus belles saisons de son histoire, et s'inscrivant notamment dans ce nouveau cycle de victoires, l'objectif restant désormais de s'imposer en coupe d'Europe.

## Déroulement de la saison

### Résultats en championnat
- Phase aller

| dimanche 24 septembre 1972 1re journée | Bologne | 0 - 2                     | Juventus | Stadio Comunale, Bologne 16h30 Arbitre : Pieroni |
| dimanche 24 septembre 1972 1re journée |         | 46e Causio · 80e Anastasi |          | Stadio Comunale, Bologne 16h30 Arbitre : Pieroni |

| dimanche 1er octobre 1972 2e journée | Juventus      | 1 - 1 | Hellas Vérone | Stadio Comunale, Turin 16h00 Arbitre : Lattanzi |
| dimanche 1er octobre 1972 2e journée | Salvadore 85e |       | 50e Luppi     | Stadio Comunale, Turin 16h00 Arbitre : Lattanzi |

| dimanche 15 octobre 1972 3e journée | Lazio                | 1 - 1 | Juventus    | Stadio Olimpico, Rome 16h00 Arbitre : Francescon |
| dimanche 15 octobre 1972 3e journée | Chinaglia 14e (pen.) |       | 20e Bettega | Stadio Olimpico, Rome 16h00 Arbitre : Francescon |

| dimanche 29 octobre 1972 4e journée | Juventus                   | 2 - 2 | Milan                  | Stadio Comunale, Turin 15h00 Arbitre : Pieroni |
| dimanche 29 octobre 1972 4e journée | Salvadore 70e · Causio 75e |       | 32e Bigon · 76e Rivera | Stadio Comunale, Turin 15h00 Arbitre : Pieroni |

| dimanche 5 novembre 1972 5e journée | Torino        | 2 - 1 | Juventus     | Stadio Comunale, Turin 15h00 52 592 spectateurs Arbitre : Monti |
| dimanche 5 novembre 1972 5e journée | Pulici 6e 63e |       | 77e Anastasi | Stadio Comunale, Turin 15h00 52 592 spectateurs Arbitre : Monti |

| dimanche 12 novembre 1972 6e journée | Juventus          | 1 - 1 | Sampdoria      | Stadio Comunale, Turin 15h00 Arbitre : Panzino |
| dimanche 12 novembre 1972 6e journée | Causio 62e (pen.) |       | 69e Rossinelli | Stadio Comunale, Turin 15h00 Arbitre : Panzino |

| dimanche 19 novembre 1972 7e journée | Naples      | 1 - 1 | Juventus    | Stadio San Paolo, Naples 15h00 Arbitre : Serafino |
| dimanche 19 novembre 1972 7e journée | Mariani 72e |       | 42e Capello | Stadio San Paolo, Naples 15h00 Arbitre : Serafino |

| dimanche 26 novembre 1972 8e journée | Juventus                      | 2 - 0 | Cagliari | Stadio Comunale, Turin 14h30 Arbitre : Torelli |
| dimanche 26 novembre 1972 8e journée | Mancin 33e (csc) · Causio 42e |       |          | Stadio Comunale, Turin 14h30 Arbitre : Torelli |

| dimanche 3 décembre 1972 9e journée | Juventus                  | 2 - 1 | Fiorentina   | Stadio Comunale, Turin 14h30 Arbitre : Michelotti |
| dimanche 3 décembre 1972 9e journée | Haller 60e · Altafini 70e |       | 41e Saltutti | Stadio Comunale, Turin 14h30 Arbitre : Michelotti |

| dimanche 10 décembre 1972 10e journée | Palerme | 0 - 1        | Juventus | Stadio La Favorita, Palerme 14h30 Arbitre : Toselli |
| dimanche 10 décembre 1972 10e journée |         | 36e Altafini |          | Stadio La Favorita, Palerme 14h30 Arbitre : Toselli |

| dimanche 17 décembre 1972 11e journée | Lanerossi Vicence | 0 - 2                      | Juventus | Stadio Romeo Menti, Vicence 14h30 Arbitre : Motta |
| dimanche 17 décembre 1972 11e journée |                   | 8e Altafini · 25e Anastasi |          | Stadio Romeo Menti, Vicence 14h30 Arbitre : Motta |

| dimanche 24 décembre 1972 12e journée | Juventus                         | 2 - 0 | Ternana | Stadio Comunale, Turin 14h30 Arbitre : Gialluisi |
| dimanche 24 décembre 1972 12e journée | Causio 32e (pen.) · Altafini 60e |       |         | Stadio Comunale, Turin 14h30 Arbitre : Gialluisi |

| samedi 30 décembre 1972 13e journée | Juventus | 0 - 0 | Atalanta | Stadio Comunale, Turin 14h30 Arbitre : Calì |
| samedi 30 décembre 1972 13e journée |          |       |          | Stadio Comunale, Turin 14h30 Arbitre : Calì |

| dimanche 7 janvier 1973 14e journée | Inter | 0 - 2                       | Juventus | Stadio San Siro, Milan 14h30 Arbitre : Lo Bello |
| dimanche 7 janvier 1973 14e journée |       | 32e Altafini · 85e Anastasi |          | Stadio San Siro, Milan 14h30 Arbitre : Lo Bello |

| dimanche 21 janvier 1973 15e journée | Juventus     | 1 - 0 | Roma | Stadio Comunale, Turin 14h30 Arbitre : Panzino |
| dimanche 21 janvier 1973 15e journée | Altafini 24e |       |      | Stadio Comunale, Turin 14h30 Arbitre : Panzino |

- Phase retour

| dimanche 28 janvier 1973 16e journée | Juventus         | 2 - 0 | Bologne | Stadio Comunale, Turin 14h30 Arbitre : Gussoni |
| dimanche 28 janvier 1973 16e journée | Anastasi 65e 89e |       |         | Stadio Comunale, Turin 14h30 Arbitre : Gussoni |

| dimanche 4 février 1973 17e journée | Hellas Vérone | 0 - 0 | Juventus | Stadio Marcantonio Bentegodi, Vérone 15h00 Arbitre : Lo Bello |
| dimanche 4 février 1973 17e journée |               |       |          | Stadio Marcantonio Bentegodi, Vérone 15h00 Arbitre : Lo Bello |

| dimanche 11 février 1973 18e journée | Juventus    | 1 - 0 | Lazio | Stadio Comunale, Turin 15h00 Arbitre : Angonese |
| dimanche 11 février 1973 18e journée | Bettega 18e |       |       | Stadio Comunale, Turin 15h00 Arbitre : Angonese |

| dimanche 18 février 1973 19e journée | Milan                              | 2 - 2 | Juventus                  | Stadio San Siro, Milan 15h00 Arbitre : Pieroni |
| dimanche 18 février 1973 19e journée | Bettega 44e (pen.) · Marchetti 85e |       | 12e Rivera · 50e Biasiolo | Stadio San Siro, Milan 15h00 Arbitre : Pieroni |

| dimanche 4 mars 1973 20e journée | Juventus | 0 - 2                           | Torino | Stadio Comunale, Turin 15h00 61 749 spectateurs Arbitre : Toselli |
| dimanche 4 mars 1973 20e journée |          | 59e (pen.) Pulici · 72e Agroppi |        | Stadio Comunale, Turin 15h00 61 749 spectateurs Arbitre : Toselli |

| dimanche 11 mars 1973 21e journée | Sampdoria | 0 - 1       | Juventus | Stade Luigi-Ferraris, Gênes 15h30 Arbitre : Lo Bello |
| dimanche 11 mars 1973 21e journée |           | 49e Capello |          | Stade Luigi-Ferraris, Gênes 15h30 Arbitre : Lo Bello |

| samedi 17 mars 1973 22e journée | Juventus | 0 - 0 | Naples | Stadio Comunale, Turin 15h30 Arbitre : Bernardis |
| samedi 17 mars 1973 22e journée |          |       |        | Stadio Comunale, Turin 15h30 Arbitre : Bernardis |

| dimanche 25 mars 1973 23e journée | Cagliari | 0 - 1        | Juventus | Stadio Sant'Elia, Cagliari 15h30 Arbitre : Angonese |
| dimanche 25 mars 1973 23e journée |          | 61e Altafini |          | Stadio Sant'Elia, Cagliari 15h30 Arbitre : Angonese |

| samedi 7 avril 1973 24e journée | Fiorentina                  | 2 - 1 | Juventus          | Stadio Comunale, Florence 15h30 Arbitre : Serafino |
| samedi 7 avril 1973 24e journée | Saltutti 46e · Desolati 84e |       | 78e (pen.) Causio | Stadio Comunale, Florence 15h30 Arbitre : Serafino |

| dimanche 15 avril 1973 25e journée | Juventus                                                 | 4 - 1 | Palerme      | Stadio Comunale, Turin 15h30 Arbitre : Lenardon |
| dimanche 15 avril 1973 25e journée | Bettega 2e · Landini 13e (csc) · Causio 45e · Haller 47e |       | 18e Ballabio | Stadio Comunale, Turin 15h30 Arbitre : Lenardon |

| samedi 21 avril 1973 26e journée | Juventus                          | 3 - 2 | Lanerossi Vicence         | Stadio Comunale, Turin 15h30 Arbitre : Trinchieri |
| samedi 21 avril 1973 26e journée | Bettega 1re 86e · Berti 78e (csc) |       | 33e Faloppa · 75e Galuppi | Stadio Comunale, Turin 15h30 Arbitre : Trinchieri |

| dimanche 29 avril 1973 27e journée | Ternana                     | 2 - 3 | Juventus                     | Stadio Libero Liberati, Terni 15h30 Arbitre : Motta |
| dimanche 29 avril 1973 27e journée | Selvaggi 37e · Luchitta 77e |       | 20e 21e Bettega · 49e Causio | Stadio Libero Liberati, Terni 15h30 Arbitre : Motta |

| dimanche 6 mai 1973 28e journée | Atalanta | 0 - 2                       | Juventus | Stadio Atleti Azzurri d'Italia, Bergame 16h00 Arbitre : Barbaresco |
| dimanche 6 mai 1973 28e journée |          | 43e Capello · 54e Marchetti |          | Stadio Atleti Azzurri d'Italia, Bergame 16h00 Arbitre : Barbaresco |

| dimanche 13 mai 1973 29e journée | Juventus                           | 2 - 1 | Inter     | Stadio Comunale, Turin 16h00 Arbitre : Panzino |
| dimanche 13 mai 1973 29e journée | Marchetti 4e · Altafini 41e (pen.) |       | 87e Corso | Stadio Comunale, Turin 16h00 Arbitre : Panzino |

| dimanche 20 mai 1973 30e journée | Roma        | 1 - 2 | Juventus                      | Stadio Olimpico, Rome 16h00 Arbitre : Lo Bello |
| dimanche 20 mai 1973 30e journée | Spadoni 29e |       | 61e Altafini · 87e Cuccureddu | Stadio Olimpico, Rome 16h00 Arbitre : Lo Bello |

#### Classement
|  |    | Classement final 1972-1973 | Pts | MJ | V  | N  | D | BP | BC | Dif |
|  | -- | -------------------------- | --- | -- | -- | -- | - | -- | -- | --- |
|  | 1. | Juventus                   | 45  | 30 | 18 | 9  | 3 | 45 | 22 | +23 |
|  | 2. | Milan                      | 44  | 30 | 18 | 8  | 4 | 65 | 33 | +32 |
|  | 3. | Lazio                      | 43  | 30 | 16 | 11 | 3 | 33 | 16 | +17 |

| 15e titre La Juventus championne d'Italie de Serie A de 1972-1973 |

### Résultats en coupe
- Phases de poule

| dimanche 27 août 1972 1re journée | Juventus                                     | 3 - 0 | Foggia | Stadio Comunale, Turin 21h00 Arbitre : Lazzaroni |
| dimanche 27 août 1972 1re journée | Furino 41e · Capello 66e · Causio 69e (pen.) |       |        | Stadio Comunale, Turin 21h00 Arbitre : Lazzaroni |

| mercredi 30 août 1972 2e journée | Novare | 0 - 1             | Juventus | Stadio Comunale, Novare 17h30 Arbitre : Serafino |
| mercredi 30 août 1972 2e journée |        | 91e (pen.) Causio |          | Stadio Comunale, Novare 17h30 Arbitre : Serafino |

| dimanche 3 septembre 1972 3e journée | Juventus | 0 - 0 | Hellas Vérone | Stadio Comunale, Turin 21h00 Arbitre : Michelotti |
| dimanche 3 septembre 1972 3e journée |          |       |               | Stadio Comunale, Turin 21h00 Arbitre : Michelotti |

| mercredi 6 septembre 1972 4e journée | Varese   | 1 - 1 | Juventus     | Stadio Franco Ossola, Varèse 21h00 Arbitre : Ciacci |
| mercredi 6 septembre 1972 4e journée | Prato 9e |       | 50e Anastasi | Stadio Franco Ossola, Varèse 21h00 Arbitre : Ciacci |

|  |    | Classement groupe 1 | Pts | MJ | V | N | D | BP | BC | Dif |
|  | -- | ------------------- | --- | -- | - | - | - | -- | -- | --- |
|  | 1. | Juventus            | 6   | 4  | 2 | 2 | 0 | 5  | 1  | +4  |
|  | 2. | Varese              | 5   | 4  | 1 | 3 | 0 | 4  | 3  | +1  |
|  | 3. | Hellas Vérone       | 4   | 4  | 0 | 4 | 0 | 1  | 1  | 0   |

- 2e tour

| mercredi 16 mai 1973 1re journée | Juventus     | 1 - 1 | Reggiana   | Stadio Comunale, Turin 21h00 Arbitre : Moretto |
| mercredi 16 mai 1973 1re journée | Maggiora 41e |       | 73e Donina | Stadio Comunale, Turin 21h00 Arbitre : Moretto |

| dimanche 3 juin 1973 2e journée | Bologne | 0 - 0 | Juventus | Stadio Comunale, Bologne 21h00 Arbitre : Torelli |
| dimanche 3 juin 1973 2e journée |         |       |          | Stadio Comunale, Bologne 21h00 Arbitre : Torelli |

| dimanche 17 juin 1973 3e journée | Inter          | 1 - 1 | Juventus   | Stadio San Siro, Milan 21h00 Arbitre : Michelotti |
| dimanche 17 juin 1973 3e journée | Boninsegna 64e |       | 29e Causio | Stadio San Siro, Milan 21h00 Arbitre : Michelotti |

| mercredi 20 juin 1973 4e journée | Reggiana   | 1 - 2 | Juventus         | Stadio Mirabello, Reggio d'Émilie 21h00 Arbitre : Casarin |
| mercredi 20 juin 1973 4e journée | Zandoli 5e |       | 17e 71e Anastasi | Stadio Mirabello, Reggio d'Émilie 21h00 Arbitre : Casarin |

| dimanche 24 juin 1973 5e journée | Juventus                                                | 4 - 3 | Bologne                                      | Stadio Comunale, Turin 18h30 Arbitre : Lazzaroni |
| dimanche 24 juin 1973 5e journée | Haller 19e 71e (pen.) · Capello 49e · Gian. Savoldi 80e |       | 24e Vieri · 40e Novellini · 54e Giu. Savoldi | Stadio Comunale, Turin 18h30 Arbitre : Lazzaroni |

| mercredi 27 juin 1973 6e journée | Juventus                                       | 4 - 2 | Inter                        | Stadio Comunale, Turin 18h30 Arbitre : Barbaresco |
| mercredi 27 juin 1973 6e journée | Causio 28e · Longobucco 68e · Anastasi 89e 81e |       | 37e Mazzola · 42e Boninsegna | Stadio Comunale, Turin 18h30 Arbitre : Barbaresco |

|  |    | Classement groupe A | Pts | MJ | V | N | D | BP | BC | Dif |
|  | -- | ------------------- | --- | -- | - | - | - | -- | -- | --- |
|  | 1. | Juventus            | 9   | 6  | 3 | 3 | 0 | 12 | 8  | +4  |
|  | 2. | Inter               | 7   | 6  | 3 | 1 | 2 | 9  | 6  | +3  |
|  | 3. | Bologne             | 6   | 6  | 2 | 2 | 2 | 7  | 9  | -2  |

- Finale

| dimanche 1er juillet 1973 | Juventus                                                                         | 1 - 1 (2 - 5 aux t.a.b.) | Milan                                                                                         | Stadio Olimpico, Rome 21h00 Arbitre : Angonese |
| dimanche 1er juillet 1973 | Bettega 16e · Tirs au but : · Causio · Anastasi · Bettega · Spinosi · Cuccureddu |                          | 40e (pen.) Benetti · : Tirs au but · Schnellinger · Benetti · Chiarugi · Biasiolo · Magherini | Stadio Olimpico, Rome 21h00 Arbitre : Angonese |

### Résultats en coupe des clubs champions
- 16e-de-finale

| mercredi 13 septembre 1972 Match aller | Olympique de Marseille | 1 - 0 | Juventus | Stade de Gerland, Lyon 20h30 Arbitre : Biwersi |
| mercredi 13 septembre 1972 Match aller | Salvadore 52e (csc)    |       |          | Stade de Gerland, Lyon 20h30 Arbitre : Biwersi |

| mercredi 27 septembre 1972 Match retour | Juventus                    | 3 - 0 | Olympique de Marseille | Stadio Comunale, Turin 21h00 Arbitre : Stanev |
| mercredi 27 septembre 1972 Match retour | Bettega 3e 37e · Haller 43e |       |                        | Stadio Comunale, Turin 21h00 Arbitre : Stanev |

- 8e-de-finale

| mercredi 25 octobre 1972 Match aller | Juventus     | 1 - 0 | Magdebourg | Stadio Comunale, Turin 21h00 Arbitre : Scheurer |
| mercredi 25 octobre 1972 Match aller | Anastasi 66e |       |            | Stadio Comunale, Turin 21h00 Arbitre : Scheurer |

| mercredi 8 novembre 1972 Match retour | Magdebourg | 0 - 1          | Juventus | Ernst Grube Stadion, Magdebourg 18h00 Arbitre : Machin |
| mercredi 8 novembre 1972 Match retour |            | 51e Cuccureddu |          | Ernst Grube Stadion, Magdebourg 18h00 Arbitre : Machin |

- Quarts-de-finale

| mercredi 7 mars 1973 Match aller | Juventus | 0 - 0 | Újpesti Dózsa | Stadio Comunale, Turin 21h00 Arbitre : Boosten |
| mercredi 7 mars 1973 Match aller |          |       |               | Stadio Comunale, Turin 21h00 Arbitre : Boosten |

| mercredi 21 mars 1973 Match retour | Újpesti Dózsa       | 2 - 2 | Juventus                    | Megyeri úti stadion, Budapest 18h00 Arbitre : Machin |
| mercredi 21 mars 1973 Match retour | Bene 1re · Tóth 13e |       | 30e Altafini · 57e Anastasi | Megyeri úti stadion, Budapest 18h00 Arbitre : Machin |

- Demi-finale

| mercredi 11 avril 1973 Match aller | Juventus                      | 3 - 1 | Derby County | Stadio Comunale, Turin 15h30 Arbitre : Schulenburg |
| mercredi 11 avril 1973 Match aller | Altafini 28e 83e · Causio 65e |       | 30e Hector   | Stadio Comunale, Turin 15h30 Arbitre : Schulenburg |

| mercredi 25 avril 1973 Match retour | Derby County | 0 - 0 | Juventus | Baseball Ground, Derby 18h30 Arbitre : Marques Lobo |
| mercredi 25 avril 1973 Match retour |              |       |          | Baseball Ground, Derby 18h30 Arbitre : Marques Lobo |

- Finale

| mercredi 30 mai 1973 | Juventus | 0 - 1  | Ajax | Stadion Crvena Zvezda, Belgrade 20h30 93 500 spectateurs Arbitre : Gugulović |
| mercredi 30 mai 1973 |          | 5e Rep |      | Stadion Crvena Zvezda, Belgrade 20h30 93 500 spectateurs Arbitre : Gugulović |

### Matchs amicaux
| jeudi 17 août 1972 | Sambenedettese   | 2 - 4 | Juventus         |  |
| jeudi 17 août 1972 | Buteurs inconnus |       | Buteurs inconnus |  |

| dimanche 20 août 1972 | Anconitana     | 1 - 4 | Juventus         |  |
| dimanche 20 août 1972 | Buteur inconnu |       | Buteurs inconnus |  |

| mercredi 23 août 1972 | Juventus       | 1 - 2 | Bulgarie         |  |
| mercredi 23 août 1972 | Buteur inconnu |       | Buteurs inconnus |  |

| samedi 9 septembre 1972 | Voghera | 0 - 9            | Juventus |  |
| samedi 9 septembre 1972 |         | Buteurs inconnus |          |  |

| dimanche 17 septembre 1972 | Biellese       | 1 - 6 | Juventus         |  |
| dimanche 17 septembre 1972 | Buteur inconnu |       | Buteurs inconnus |  |

| mercredi 21 février 1973 | Spezia | 0 - 2            | Juventus |  |
| mercredi 21 février 1973 |        | Buteurs inconnus |          |  |

## Effectif du club
Effectif des joueurs de la Juventus Football Club lors de la saison 1972-1973.

## Buteurs
Voici ici les buteurs de la Juventus Football Club toutes compétitions confondues.
| 13 buts - Pietro Anastasi - Franco Causio 12 buts - José Altafini 11 buts - Roberto Bettega 5 buts - Fabio Capello - Helmut Haller | 3 buts - Gianpietro Marchetti 2 buts - Antonello Cuccureddu - Sandro Salvadore 1 but - Giuseppe Furino - Silvio Longobucco - Domenico Maggiora - Gianluigi Savoldi |